# Huangmei (köping)
Huangmei (kinesiska: 黄梅, 黄梅镇) är en köping i Kina. Den ligger i provinsen Jiangsu, i den östra delen av landet, omkring 31 kilometer öster om provinshuvudstaden Nanjing. Antalet invånare är 41733. Befolkningen består av 20 687 kvinnor och 21 046 män. Barn under 15 år utgör 8,0 %, vuxna 15-64 år 77 %, och äldre över 65 år 13,0 %.
Genomsnittlig årsnederbörd är 1 331 millimeter. Den regnigaste månaden är juli, med i genomsnitt 251 mm nederbörd, och den torraste är december, med 37 mm nederbörd.